# Halle-Sorau-Gubener Eisenbahn

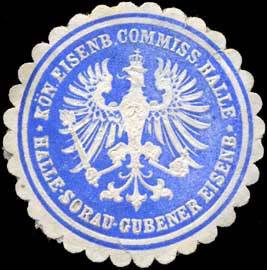
Siegelmarke Kön. Eisenbahn Commission Halle-Sorau-Gubener Eisenbahn

Die Halle-Sorau-Gubener Eisenbahn-Gesellschaft (HSGE) wurde 1868 in Berlin gegründet. Ab 1872 war ihr Sitz in Halle an der Saale.

## Geschichte
Die Gesellschaft war eine Gründung von Bethel Henry Strousberg. Sie errichtete in den folgenden Jahren ein Netz von Eisenbahnlinien in den damaligen preußischen Provinzen Brandenburg und Sachsen.
Als erste wurde die 38 km lange Strecke von Guben nach Cottbus am 1. September 1871 eröffnet. Sie wurde schon am 1. Dezember 1871 um 79 km weiter nach Westen über Calau, Finsterwalde und Dobrilugk bis nach Falkenberg/Elster verlängert. Im folgenden Jahr kam es zur Vollendung der wesentlichen Strecken mit einer Gesamtausdehnung von 270 Kilometern. Ab 1. Mai 1872 war es möglich, nach Westen von Falkenberg über Torgau bis Eilenburg  (46 km) und ab 30. Juni 1872 zusätzlich 51 km weiter über Delitzsch bis Halle an der Saale zu fahren.
Die am 1. März 1872 in östlicher Richtung eröffnete neue Strecke von Cottbus bis Forst in der Lausitz führte ebenfalls ab 30. Juni 1872 über die Neiße hinweg bis Sorau (60 km) im heutigen Polen.
Um eine Verbindung zum „Welthandelsplatz“ Leipzig zu besitzen, wurde am 1. November 1874 die 24 km lange Strecke von Eilenburg über Taucha ins Königreich Sachsen hinzugefügt. Mit allen Verbindungsstrecken umfasste das Netz der HSGE schließlich rund 300 Kilometer Länge. Allerdings gelang es nicht, wesentliche Verkehrsströme von den früher erbauten Konkurrenzstrecken abzuziehen, so dass die Erträge hinter den Erwartungen zurückblieben. Zur Erhöhung der Wirtschaftlichkeit wurde die Betriebsführung am 1. Januar 1877 der Preußischen Staatsbahn übertragen, die im Jahre 1885 Eigentümerin der gesamten HSGE wurde.

## Die Strecken
- Cottbus–Guben (eröffnet am 1. September 1871)
- Cottbus–Forst (Lausitz) (eröffnet am 1. März 1872)
- Forst (Lausitz)–Sorau (eröffnet am 30. Juni 1872)
- Falkenberg/Elster–Cottbus (eröffnet am 1. Dezember 1871)
- Halle–Eilenburg–Falkenberg/Elster (eröffnet am 30. Juni 1872)
- Leipzig–Eilenburg (eröffnet am 1. November 1874)

## Überlieferung
Die Überlieferung von Akten und Plänen zur Halle-Sorau-Gubener Eisenbahn befindet sich in der Abteilung Dessau des Landesarchivs Sachsen-Anhalt. 